# Filippo Cortesi
Filippo Cortesi (8 octobre 1876 - 1er février 1947) est le nonce apostolique en Pologne du 24 décembre 1936 au 1er février 1947. Cortesi a auparavant occupé le poste de nonce au Paraguay (en) dans l'intervalle. Cortesi est le seul nonce en Pologne à ne jamais devenir cardinal.

## Biographie
Le 13 juin 1921, il est nommé nonce apostolique au Venezuela (en) par le pape Benoît XV et, en même temps, il est élu archevêque titulaire de Siraces (de). Il est consacré évêque le 21 août de la même année par le cardinal Antonio Vico, cardinal évêque de Porto-Santa Rufina (les archevêques Pietro Fumasoni-Biondi et Sebastião Leite de Vasconcelos (pt) étant les co-consécrateurs).
En tant que nonce au Paraguay (en), Cortesi organise un échange de prisonniers entre le Paraguay et la Bolivie pendant la Guerre du Chaco en 1934. En tant que nonce à Buenos Aires (en), Cortesi présente l'Ordre suprême du Christ, le plus haut ordre papal, au président argentin Agustín Pedro Justo au nom du Pape Pie XII plus tard cette année-là
Le 30 avril 1939, à la veille de l'Invasion allemande de la Pologne, le cardinal secrétaire d'État Luigi Maglione envoie un message rédigé par Mussolini et personnellement approuvé par Pie XII à Cortesi soutenant le retour de Dantzig à l'Allemagne. Cortesi répond par câble, s'interrogeant sur la sagesse d'une telle concession, mais Maglione lui ordonne de le transmettre au président polonais. Le jour suivant, Pie XII publie un « dernier appel en faveur de la paix » demandant aux « gouvernements d'Allemagne et de Pologne de faire tout leur possible pour éviter tout incident et de s'abstenir de prendre toute mesure susceptible d'aggraver la tension actuelle »
Cortesi soumet le plan de médiation de Pie XII au ministre des Affaires étrangères Józef Beck, mais reçoit « une réponse évasive parce que les Polonais ne favorisent pas la médiation comme moyen de résoudre le problème de Dantzig ». Cortesi arrive à Rome le 22 juin avec des réponses sans engagement de la part des cinq pays impliqués dans la médiation, et rencontre Maglione au sujet de la médiation et aussi du fossé entre les catholiques polonais et allemands. Le 26 juin, Cortesi rencontre personnellement Pie XII pour lui faire part des réactions négatives du président Ignacy Mościcki et du ministre des Affaires étrangères Beck à la proposition de Pie XII de transférer Dantzig à l'Allemagne. La transmission par Cortesi de la proposition de Pie XII de donner Dantzig à l'Allemagne est restée longtemps dans les mémoires en Pologne, en particulier lorsque le gouvernement communiste est entré en conflit avec le pape après la guerre.
Cortesi fuit sa nonciature de Varsovie le 5 septembre, suivant le gouvernement polonais en exil et arrivant à Bucarest. Le Vatican reçoit des nouvelles de Cortesi le 22 septembre de Bucarest, ayant été « complètement coupé des catholiques en Pologne ». À cette époque, tous les évêques polonais à l'exception du cardinal August Hlond, le primat de Pologne (qui était alors censé revenir bientôt) sont encore dans leurs évêchés.
Bien que Pie XII ait dit qu'il ne reconnaîtrait pas formellement le gouvernement en exil (alors à Paris) avant d'avoir reçu un rapport complet de Cortesi, Kazimierz Papée (pl), l'ambassadeur de Pologne, reste accrédité auprès du Saint-Siège. Pie XII reconnaît le gouvernement en exil « avec autant de formalité que possible dans les circonstances » le 7 octobre, aidé par le « fait commode » que Cortesi devait prendre sa retraite et ne pouvait de toute façon pas retourner à Varsovie. Le New York Times rapporte que Cortesi »ne retournera pas à Varsovie même si un nouvel État polonais est formé, mais retournera à Rome et attendra son élévation presque certaine au cardinalat". Le Times rapporte également que le nonce à Paris deviendrait internonce auprès du gouvernement en exil pour éviter d'avoir à remplacer officiellement Cortesi. Alfredo Pacini est nommé chargé d'affaires alors que le gouvernement en exil restait à Paris, et William Godfrey prend la relève en tant que chargé d'affaires une fois que le gouvernement en exil est contraint de déménager à Londres en 1940.
Le Vatican tenta de convaincre les nationaux-socialistes de donner leur feu vert au retour de Cortesi en tant que visiteur apostolique (une étape inférieure à la reconnaissance de la souveraineté). Depuis la Roumanie, Cortesi organise un effort d'aide à la Pologne. Cortesi finit par arriver à Rome, laissant Cesare Orsenigo, le nonce en Allemagne, comme nonce de facto en Pologne. Le 1er novembre 1939, l'autorité d'Orsenigo est officiellement étendue à la Pologne.

## Succession épiscopale
Ayant consacré Zenobio Guilland (es) à l'épiscopat, Cortesi est dans la lignée épiscopale du pape François.
Filippo Cortesi a ordonné les évêques suivants :
- Évêque Miguel Antonio Mejía (1923)
- Archevêque Lucas Guillermo Castillo (es) (1923)
- Évêque Francisco Antonio Granadillo (es) (1923)
- Évêque Tomás Antonio San Miguel Díaz (es) (1923)
- Évêque Angelo Cesare Vigiani (it), O.F.M. (1924)
- Archevêque Abel Isidoro Antezana y Rojas (de), C.M.F. (1925)
- Évêque Julio Garret (1925)
- Évêque Ramón Font y Farrés (de), C.M.F. (1925)
- Évêque Cleto Loayza Gumiel (de) (1925)
- Évêque Auguste Sieffert, C.SS.R. (1925)
- Évêque Enrique María Dubuc Moreno (1926)
- Archevêque José María Bottaro (es), O.F.M. (1926)
- Archevêque Fermín Emilio Lafitte (es) (1927)
- Archevêque Audino Rodríguez y Olmos (es) (1927)
- Évêque Julián Pedro Martínez (es) (1927)
- Évêque Pedro Dionisio Tibiletti (1929)
- Archevêque Miguel Paternain (es), C.SS.R. (1929)
- Évêque Agustín Barrere (es), F.M.I. (1930)
- Évêque Agustín Rodríguez Argüello (es) (1932)
- Évêque Emilio Sosa Gaona (de), S.D.B. (1932)
- Évêque Vicente Peira (1932)
- Cardinal Nicolás Fasolino (1932)
- Archevêque Roberto José Tavella (es), S.D.B. (1935)
- Évêque Carlos Francisco Hanlon, C.P. (1935)
- Évêque Nicolás Esandi Nicolao (eu), S.D.B. (1935)
- Évêque Enrique Mühn (es), S.V.D. (1935)
- Évêque Leandro Astelarra (es) (1935)
- Archevêque Zenobio Guilland (es) (1935)
- Cardinal Antonio Caggiano (1935)
- Évêque Alfredo Viola (de) (1936)
- Cardinal Antonio María Barbieri, O.F.M.Cap. (1936)
- Évêque Czesław Kaczmarek (pl) (1938)